# Gillestuga
En gillestuga är ett rum, vanligen i en källare, som används som ett enklare vardagsrum eller festlokal. Gillestugan räknas ofta inte in i boarean på grund av låg takhöjd och inga eller små fönster. Ordet kommer ursprungligen från fornsvenskans gildestuva, det vill säga en stuga där ett gille håller möten.